# Gijsbert Karel van Hogendorp
Pour les articles homonymes, voir Van Hogendorp.

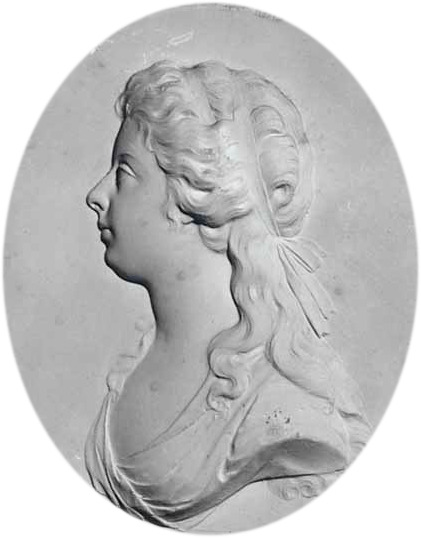
Hester Clifford, épouse de Guisbert Charles van Hogendorp

Le comte (1815) Gijsbert Karel van Hogendorp, né à Rotterdam le 27 octobre 1762 et mort à La Haye le 5 août 1834, est un homme d'État conservateur et ministre du royaume uni des Pays-Bas.

## Biographie
Gijsbert Karel van Hogendorp est issu d'une vieille famille bourgeoise de Rotterdam anoblie en sa personne en 1815 avec le titre de comte et dont les ancêtres étaient bourgmestres et magistrats de Rotterdam et dirigeants de la VOC. Son frère, Dirk van Hogendorp a été ministre de la Guerre de Louis, roi de Hollande, puis général d'Empire.
Il avait épousé en 1789 Hester Clifford issue d'une riche famille (en) de bourgeois marchands d'Amsterdam, qui lui donna dix enfants.
Il commença ses études à Berlin et entra en 1785 à l'université de Leyde d'où il sortit avec un diplôme en droit. Il devint ensuite « pensionnaire » de la ville de Rotterdam de 1788 à 1795, mais il était orangiste et la victoire des républicains le contraignit à démissionner.
Il fit partie du « triumvirat » qui fut chargé d'inviter le futur Guillaume Ier des Pays-Bas à devenir souverain du nouveau royaume uni des Pays-Bas.
Il y fut ministre des Affaires étrangères du 7 décembre 1813 au 6 avril 1814. Il dirigea la commission chargée de rédiger la nouvelle constitution du royaume.

## Ses écrits
- Specimen juridicum inaugurale de aequabili descriptione subsidiorum inter gentes foederatas, 1786.
- Verhandeling over de noodzakelijkheid eener religie in den staat (Essais sur la nécessité d'une religion dans l'État), 1787.
- De scheiding van Holland en België (De la scission entre la Belgique et le Hollande), 1830.

## Source
- (en) Cet article est partiellement ou en totalité issu de l’article de Wikipédia en anglais intitulé « Gijsbert Karel van Hogendorp » (voir la liste des auteurs).